# Heinrich d'Elvert
Heinrich d'Elvert (4. dubna 1853 Brno – 7. dubna 1926 Vídeň) byl rakouský právník, soudce a politik německé národnosti z Moravy, na počátku 20. století poslanec Moravského zemského sněmu a Říšské rady.

## Biografie
Pocházel z rodiny, která dlouhodobě zastávala funkce v rakouské státní službě. Jeho otec Friedrich d'Elvert (1812–1901) byl prezidentem zemského soudu v Brně, mladší bratr Christiana d'Elvert (1803–1896), historika, vysokého úředníka a starosty Brna. Heinrich vychodil národní školu a gymnázium. Vystudoval práva na Vídeňské univerzitě. Roku 1876 nastoupil jako soudní adjunkt pro trestní věci k brněnskému zemskému soudu, roku 1887 byl jmenován zástupcem státního zástupce, roku 1889 se stal tajemníkem soudního rady a roku 1893 radou zemského soudu. V roce 1906 mu pak byl udělen titul dvorního rady.
Angažoval se veřejně i politicky. Byl členem obecního zastupitelstva města Brno. Od roku 1895 zasedal i v brněnské městské radě. Byl aktivní v brněnském spolku Deutsches Haus, který byl centrem německého kulturního a společenského života v Brně. V období let 1898–1918 předsedal spolku Deutsch-mährischer Volksbildungsverein. V letech 1901–1918 vykonával funkci předsedy zemského Spolku státních úředníků (Verein der Staatsbeamten, od roku 1909 oficiálně Spolek německých státních úředníků).
Od roku 1896 zasedal rovněž jako poslanec Moravského zemského sněmu. V zemských volbách roku 1902 sem byl opětovně zvolen za kurii městskou, obvod Brno (II. okres). Mandát na sněmu získal i ve volbách roku 1906, opět za týž obvod.
Patřil mezi německé liberály (Německá pokroková strana). V roce 1897 byl zvolen do pětičlenného zemského vedení této strany na Moravě. V roce 1900, kdy došlo k organizační reformě strany, se stal předsedou její moravské zemské organizace. Od roku 1903 pak zastupoval německé liberály v nadstranické platformě Německá národní rada na Moravě. Byl stoupencem německého vlivu v Brně, odmítal plány na zřízení české univerzity a české techniky v tomto městě.
Na konci 19. století se zapojil i do celostátní politiky. Ve volbách do Říšské rady roku 1897 byl zvolen do Říšské rady (celostátní zákonodárný sbor) za kurii městskou, obvod Brno. Opětovně byl zvolen i ve volbách do Říšské rady roku 1901. Uspěl i ve volbách do Říšské rady roku 1907, konaných poprvé podle všeobecného a rovného volebního práva. Byl zvolen za německý obvod Morava 2. Usedl do poslaneckého klubu Německý národní svaz (širší parlamentní platforma německorakouských nesocialistických politických stran). Za týž obvod byl zvolen i ve volbách do Říšské rady roku 1911, opět se připojil k poslanecké frakci Německý národní svaz. Ve vídeňském parlamentu setrval až do zániku monarchie. K roku 1911 se profesně uvádí jako dvorní rada.
2. dubna 1912 získal čestné občanství města Brna.
Po vzniku Československa se trvale usadil ve Vídni. Po válce zasedal v letech 1918–1919 jako poslanec Provizorního národního shromáždění Německého Rakouska (Provisorische Nationalversammlung).